# ザルカーリー

ザルカーリー

アッ＝ザルカーリー（Al-Zarqali、Abu Ishaq Ibrahim ibn Yahya Al-Zarqali、羅: Arzachel、西: Azarquiel、伊: Azarquiel、1028年 - 1087年）は、11世紀のアラブ系の数学者・天文学者である。トレド・タイファ王国（現在のスペイン、アンダルシアのトレド）で活躍した。

## 人物
理論的な知識と卓越した技能を持ち、天文観測に用いる機器を製作した。その中には、どの緯度でも用いることのできるアストロラーベや、1日の間の時間を知ることのできる水時計などがある。
ザルカーリーはプトレマイオスの地理のデータ、特に地中海の大きさのデータを修正した。さらに遠日点の天球に対する年々の移動があることを示し、その値を測定し1年あたり12.04秒であるとした。これは現在の値11.8秒にきわめて近い。また有名な天体運行表『トレド表』を作ったことでも知られる。またコプト暦、ローマ暦、ペルシャ暦の月の始まりを求めることのできる表や惑星の位置や、日食、月食の予測の表を作った。
ザルカーリーの著作は、12世紀にトレド翻訳学派のクレモナのジェラルドによってラテン語に訳され、ヨーロッパのキリスト教国の天文学の発展に貢献した。